# Jan Pospieszalski: Bliżej
Jan Pospieszalski: Bliżej – cykliczny, publicystyczny program telewizyjny (talk show) emitowany od 10 listopada 2011 do 25 lutego 2016 w TVP Info. Program swoją formułą nawiązuje do audycji Warto rozmawiać ukazującej się na antenie TVP w latach 2004–2011.
Program produkuje spółka Rewolta. Reżyserem oraz producentem jest Andrzej Horubała, a prowadzącym Jan Pospieszalski. Audycje opierają się na debacie z udziałem dziennikarzy, ekspertów i polityków. Zawierają krótkie reportaże przeprowadzane przez głównego prowadzącego, utrzymane w konwencji dziennikarstwa śledczego, zawsze dotyczące omawianego tematu. Problematyka poddawana pod dyskusje przedstawia wydarzenia, które aktualnie poruszają krajową opinią publiczną.

## Statystyki oglądalności
Drugi sezon programu przyciąga przed telewizory 420 tys. osób, czyli 4,72% udziału wszystkich widzów, co daje audycji pierwsze miejsce przed konkurencyjnymi programami emitowanymi w tym samym czasie tj. Szkłem kontaktowym w TVN24 (4,09% udziału widzów) oraz programem Wydarzenia Opinie Komentarze w Polsat News (0,50% udziału widzów). 11 października 2012 audycję oglądało rekordowe 583 tys. osób, co stanowiło 6,41% udziału widzów.

## Przykładowe tematy audycji
- Co się stało 11 listopada w Warszawie? (m.in. o atakach lewicowych, niemieckich bojówkarzy na członków grup rekonstrukcyjnych, podczas Marszu Niepodległości w ramach obchodów Dnia Niepodległości w 2011 roku)
- Odcinek dotyczący dokumentów z 1981 dotyczących Bronisława Geremka[2][3].
- 6-latki tymczasowo uratowane od szkoły? (o planach i konsekwencjach wprowadzenia przez MEN przymusowej edukacji 6-latków)
- Dla kogo koncesja? (o kontrowersjach przy przydzielaniu TV Trwam koncesji do nadawania na cyfrowym multipleksie telewizji naziemnej)
- Reforma emerytalna czy przymus pracy? (na temat rządowych planów podwyższenia wieku emerytalnego kobiet i mężczyzn)
- Kolejny etap wojny polsko – polskiej czy też odrodzenie obywatelskiej wspólnoty Polaków? (o marszu pt. "Obudź się Polsko" zorganizowanym w Warszawie 29 września 2012 roku)
- "Równościowe Przedszkole" (o programie wprowadzonym od września 2013 w 86 polskich przedszkolach w ramach edukacji seksualnej WHO)[4].

## Przerwy w emisjach
- Odcinek zaplanowany na 14 listopada 2013, w zamierzeniu twórców mający dotyczyć Marszu Niepodległości z 11 listopada 2013, decyzją władz TVP INFO nie odbył się; jako powód podano konieczność transmisji dotyczących wybuchu gazu w Jankowie Przygodzkim[5].
- Odcinek zaplanowany na 9 stycznia 2014, dotyczący tematyki Lasów Państwowych, w dniu emisji został zdjęty z anteny przez kierownictwo TVP S.A.[6]. Powodem zdjęcia programu był planowany udział w nim Jacka Karnowskiego i zastrzeżenia władz TVP odnośnie do jego osoby[7]. Sprawa dotyczyła powiązania przez TVP jego osoby z publikacją w przestrzeni internetowej z początku grudnia 2013 sugerującą, że Andrzej Turski w dniu 30 listopada 2013 prowadził Panoramę pod wpływem alkoholu[8][a]. Kilka dni później władze TVP podpisały nową umowę z Janem Pospieszalskim na prowadzenie audycji Bliżej, w myśl której odtąd TVP ma prawo decydować o tematyce odcinka oraz doborze zaproszonych gości[9], a producent programu musi uwzględnić ewentualne zastrzeżenia TVP Info co do tematu lub gościa i przedstawić inne rozwiązanie[10].
- 19 maja 2015 w wydaniu programu „Wiadomości” Piotr Kraśko przeprosił w imieniu TVP za to, że w odcinku audycji „Jan Pospieszalski: Bliżej” jej autor Jan Pospieszalski naruszył określone w umowie zasady współpracy z TVP i wykorzystał audycję do naruszającego zasady rzetelności dziennikarskiej ataku na prezydenta Bronisława Komorowskiego[11]. Jednocześnie władze TVP zawiesiły audycję nie dopuszczając do jej emisji w dniu 21 maja 2015, na trzy dni przed II turą wyborów prezydenckich w Polsce 2015[12]. Przygotowywany odcinek programu miał dotyczyć rzekomego zlecenia ministra spraw wewnętrznych Bartłomieja Sienkiewicza podpalenia budki policyjnej przy ambasadzie Rosji podczas Marszu Niepodległości 11 listopada 2013[13], co zostało ujawnione na taśmach z afery podsłuchowej.